# Pine Gap (serie televisiva)
Pine Gap è una serie televisiva australiana trasmessa sul canale ABC dal 14 ottobre 2018. La serie, scritta e ideata da Greg Haddrick e Felicity Packard, è composta da sei episodi diretti da Mat King e prodotta da Screentime.
In Italia è stata interamente pubblicata su Netflix il 7 dicembre 2018.

## Trama
L'alleanza militare USA - Australia. Ambientato nel mondo nascosto dell'intelligence, Pine Gap mostra il costo della segretezza e lo stress inflitto a nazioni e individui quando l'estrema fedeltà è rivolta al paese, a costo di mettere in secondo piano anche il proprio partner.

## Episodi
| Stagione       | episodi | Prima TV originale | Prima TV italia |
| -------------- | ------- | ------------------ | --------------- |
| Prima stagione | 6       | 2018               | 2018            |